# Žemaitija
Žemaitija (ẑemaitisk: Žemaitėjė, litauisk: Žemaitija, dansk: ~ lavlandet) er en af de fem historiske landsdele i Litauen. Žemaitija ligger i det nordvestlige Litauen ved østersøkysten. Den største by er Šiauliai med 133.8832001 indbyggere. Žemaitija har en lang, selvstændig kulturhistorie, hvilket afspejles i den sproglige udvikling i landsdelen. Žemaitisk status som ISO-anerkendt sprog eller dialekt diskuteredes i 2009, og i 2010 fik žemaitisk ISO-koden 639-3 "sgs".

## Etymologi og andre navne
Gamle russiske kilder nævner området som "Žomaiti", dette gav anledning til den polske form af navnet, "Żmudź", og til det højtyske "Samaythen", der blev latiniseret som "Samogitia." Landsdelen er kendt på jiddisch som "Zamet".
Den litauiske form at navnet "Žemaitija" anvendes mest på dansk, men "Samogitien" og "Samogitia" forekommer også. På norsk anvendes "Samogitia" og på svensk anvendes "Samogitien".

## Historie
Den moderne dialektforskning af žemaitisk indledtes først i slutningen af 1800-tallet. Det oprindelige Žemaitija bestod af hele det centrale og vestlige Litauen og var større, end det nuværende etnografiske eller dialektale Žemaitija.
Žemaitija opstod så tidligt som 4-500-tallet, mens den vestlige del af Žemaitija blev etnisk litauisk mellem 1200 og 1500-tallet. Før det tidspunkt var området beboet af semigallere og kurlændere. Den østlige grænse af Žemaitija var oprindeligt Šventojifloden, en biflod til Nerisfloden, men fra slutningen af 1200-tallet, efter storfyrste Vytenis (1295-1316) udvidede sit domæne, løb grænsen langs Nevėžisfloden.
Placeringen med nordgrænse til områder kontrolleret af Den Liviske Orden og sydgrænse til områder kontrolleret at Den Tyske Orden betød at Žemaitija i 12-1500-tallet konstant var truet af korsridernes ekspansionsplaner, og ordenerne havde flere gange held til at besætte žemaitiske landområder eller tvinge Litauen til at udlevere disse i forbindelse med fredsforhandlinger. Det lykkedes imidlertid Litauen at vinde Žemaitija tilbage i de efterfølgende konflikter.

### Under korstogene
I mere end 200 år spillede Žemaitija en central rolle i Litauens krige mod den tyske og liviske ordens korstog. Kontrol med Žemaitija var vigtigt for ordensridderne, da landsdelen adskilte den Tyske Orden i Preussen fra afdelingen i Livland. Riddernes kombinerede militære styrker gennemførte talrige felttog mod Žemaitija og Aukštaitija. Saule (1236), Skuodas (1259), Durbe (1260), Lielvārde (1261) er blot nogle af de kampe, der fandt sted.
Mellem 1345 og 1382 angreb Den Tyske Orden omkring 70 gange fra Preussen og Den Liviske Orden 30 gange fra nord. År for år blev fæstninger angrebet, gårde og afgrøder blev sat i brand, mænd dræbt og kvinder og børn gjort til slaver. I 1399 gennemførte den tyske og liviske orden et koordineret angreb på de centrale dele af Žemaitija.
I 1400 fik ordenerne støtte fra Vytautas, storfyrste af Litauen, og Žemaitija måtte for første gang overgive sig. Med overgivelsen indledtes en besættelse, hvor Korsridderne koncentrerede sig om reformer af landbrugsdriften og skatteopkrævning og undlod at udbrede kristendommen. Under besættelsen gjorde žemaitijanerne oprør 1401 og 1408. Oprøret i 1408 udviklede sig til det afgørende slag ved Grunwald i 1410, hvor en forenet polsk-litauisk styrke besejrede Den Tyske Orden og sluttede deres korstogs æra.

### 1410 – Polens deling
I 1400-tallet konverterede Žemaitija til kristendommen som det sidste område i Europa. I 14-1700-tallet var Žemaitija kendt som "Žemaičių seniūnija" eller fyrstendømmet Žemaitija, der også omfattede områder, der nu betragtes som en del af Aukštaitija og Suvalkija. Fyrstendømmet var en administrativ enhed svarende til et voivodskab i Storfyrstendømmet Litauen.

### I det Russiske Kejserrige
Efter delingen af den polsk-litauiske realunion blev Žemaitija en del af det russiske imperium sammen med resten af Litauen. Žemaitija var en vigtigste del af den litauiske kulturelle vækkelse i 1800-tallet, og var et knudepunkt for indsmugling af bøger trykt i det forbudte litauiske sprog.

### Efter første verdenskrig
Efter første verdenskrig blev området en del af den nyligt genetablerede litauisk stat. Žemaitijanerne modstod både tyske og polske angreb i 1919-1920, kom under sovjetisk indflydelse i 1940, som et resultat af Molotov-Ribbentrop-pagten og blev besat af Nazi-tyskland i 1941. I 1945 efter opløsningen af det tyskbesatte Memel gebiet blev Klaipėdaområdet en del af Žemaitija.

## Demografi
Žemaitija er en af de mest etnisk homogene regioner i Litauen, med en etnisk litauisk befolkning på over 99,5% i visse distrikter. I 1. del af 1800-tallet var landsdelen et vigtigt center for litauisk kultur (žemaitijanere har traditionelt haft en tendens til at modsætte sig anti-litauisk indflydelse). Landsdelen er overvejende romersk-katolske, selv om der er store lutheranske mindretal i syd.
Brugen af žemaitisk er faldende, efterhånden som flere taler standard litauisk, selv om der har været forsøg i lokalområder, især i Telšiai, med at skrive vejnavne på žemaitisk samt undervise žemaitisk i skolerne.

## Žemaitijas geografi
Landsdelen ligger i det nordvestlige Litauen. Den største by er Šiauliai, eller Klaipėda hvis denne er betragtes som en del af landsdelen. Telšiai betragtes som hovedstad, selv om Medininkai (nu Varniai) tidligere blev betragtet som hovedstad i Žemaitija seniūnija.

### Byer i Žemaitija
Byer med over 20.000 indbyggere, ẑemaitisk navn i parentes:
| - Šiauliai (Šiaulē): 133.883 - Mazeikiai (Mažeikē): 42.675 - Telšiai (Telšē): 31.460, anses for hovedstad | - Tauragė (Tauragie): 29.124 - Plungė (Plungė): 23.436 | - Kretinga (Kretinga): 21.423 - Skuodas (Skouds): 7.314 |

### Kommuner i Žemaitija
| - Akmenė distriktskommune - Jurbarkas distriktskommune - Kelme distriktskommune - Kretinga distriktskommune - Mazeikiai distriktskommune - Palanga bykommune | - Plungė distriktskommune - Raseiniai distriktskommune - Rietavas kommune - Šiauliai bykommune - Šiauliai distriktskommune - Šilalė distriktskommune | - Skuodas distriktskommune - Tauragė distriktskommune - Telšiai distriktskommune - østlige dele af Klaipėda distriktskommune - østlige dele af Šilutė distriktskommune - vestlige del af Joniškis distriktskommune |

## Politik
Žemaitija var historisk en autonom region i Storfyrstendømmet Litauen, men mistede denne status da Litauen blev annekteret af det russiske imperium efter polens tredje deling i 1795, hvor Žemaitija blev en del af Vilnius guvernement. I 1843 blev det meste af landsdelen en del af Kaunas guvernement, mens en mindre del kom under Kurland guverment. Siden da har landsdelen ikke har haft en særskilt politisk status, selv om det har været diskuteret at gennemføre en administrativ reform i Litauen, der bygger på de historiske landsdele.
I øjeblikket repræsenteres Žemaitija af "Žemaitijaa kulturelle samfund", en forening til bevarelse af ẑemaitisk kultur og sprog. Samtidigt eksisterer en mindre gruppe, der kalder sig "Žemaitijos parlamentas" (dansk: Žemaitijas parlament), ledet af Justinas Burba, der forlanger regional autonomi baseret på historiske krav. Disse krav omfatter mellemkrigstidens Klaipedaregion, og gruppen kræver Klaipėda, der ligger i den historiske landsdel Lille Litauen, som hovedstad i stedet for Telšiai. Den samme gruppe udgiver den kontroversielle avis "Žemaitijos parlamentas", der har rejst kravet om, at Den Europæiske Union bør kompensere Žemaitija for dets forsvar af Europa mod mongolerne.

## Turisme
Žemaitija har et stort potentiale for udvikling af turismen på grund af sine store naturværdier, blandt andet Žemaitija nationalpark, og den kulturelle og historiske arv. De mest populære turistmål er Palanga, Kretinga og Žemaičių Kalvarija, et pilgrimmål under den årlige kirkefestival. Flertallet af turister kommer fra Letland, Polen, Tyskland, Spanien, Finland og Sverige.